# Panth
Panth est un terme dans le sikhisme qui désigne la foi sikhe comme la communauté sikhe. Panth vient du sanskrit patha et aussi pathin qui signifie: une voie, un passage,un chemin, un style de vie, un culte religieux. Le terme a été utilisé il y a plusieurs siècles pour parler des adeptes du premier gourou sikh, Guru Nanak : les Nanak panthis. Lorsque Guru Gobind Singh a mis en place l'ordre du Khalsa, les sikhs parlaient de Khalsa Panth, ce qui était un terme novateur et définissait la ligne de conduite du croyant. Aujourd'hui le terme Panth est utilisé pour désigner la communauté sikhe et ses innovations, comme dans la phrase: « je suis tout à fait d'accord avec le panth », ou, « les derniers choix du panth ne sont pas assez rigoureux à mon avis». Le Panth représente les croyants sikhs dans le monde, et les choix qui sont opérés, la route qu'ils suivent sous la direction de leurs têtes pensantes.